# Corsa verso l'inferno
Corsa verso l'inferno è un romanzo poliziesco dello scrittore statunitense James Patterson e fa parte di una serie di romanzi sul detective Alex Cross.

## Trama
Il chirurgo plastico Elijah Creem abbastanza conosciuto viene arrestato da Alex Cross in un festino a base di droghe e sesso con ragazze adolescenti. Cross che si ritrova un caso di una donna trovata morta nel bagagliaio della propria auto, non può occuparsi del caso Creem a sufficienza, e quest'ultimo cerca in tutti i modi di non tornare in prigione. Al ritrovamento di un secondo cadavere sulla scena del crimine e poco dopo di un terzo, vanno a creare angoscia e terrore nell'opinione pubblica per i tre serial killer a piede libero a Washington.